# Сикул
Сикул — ручей в Ишимбайском районе Башкортостана, правый приток Белой.
Длина ручья — около 5 км. Берёт начало в 1 км к западу от малой деревни Богдановка. Течёт на запад, в среднем течении на левом берегу расположен дачный посёлок. В низовьях по реке проходит граница Ишимбая и Урман-Бишкадакского сельсовета. Впадает в Белую по правому берегу между микрорайоном Бурводстрой на севере Ишимбая (слева) и деревней Яр-Бишкадак (справа).
Построены мосты в низовьях по улице Бурводстрой и на автодороге Ишимбай — Стерлитамак. Имеются малые пруды на ручье.